# ديفيد داي (مؤرخ)
ديفيد داي (بالإنجليزية: David Day)‏ هو مؤرخ أسترالي، ولد في 24 يونيو 1949 في ملبورن في أستراليا.